# Nathan Deal
Nathan Deal, właśc. John Nathan Deal (ur. 25 sierpnia 1942 w Millen, Georgia) – amerykański polityk, gubernator stanu Georgia w latach 2011–2019, członek Partii Republikańskiej.